# Derrame de petróleo del VLCC Metula
El derrame de petróleo del buque tanque holandés VLCC Metula, ocurrido el 9 de agosto de 1974 en el Estrecho de Magallanes, es considerado el mayor desastre ecológico de la historia de Chile y uno de los más graves de Sudamérica. El encallamiento de la embarcación provocó el vertido de más de 53.000 toneladas de crudo, afectando un área de más de 2.500 km² de mar y costa, con daños irreversibles a ecosistemas frágiles.

## Contexto histórico y geográfico
Durante los años 70, el transporte de petróleo por vía marítima aumentó considerablemente debido a la creciente demanda de energía. El Estrecho de Magallanes, situado en el extremo sur de Chile, era una ruta alternativa al Cabo de Hornos, usada para evitar las inclemencias climáticas. Sin embargo, su navegación implicaba riesgos por la existencia de bancos de arena, corrientes fuertes y una geografía angosta y compleja.

## El accidente del Metula
La noche del 9 de agosto de 1974, a las 22:15 horas, el VLCC Metula, con 325 metros de eslora, 47 metros de manga, 19 metros de calado y 206.700 toneladas de peso muerto, encalló en el Banco Satélite, en la zona conocida como Primera Angostura del Estrecho de Magallanes. Proveniente de Arabia Saudita y con destino a Quintero, transportaba 193.472 toneladas de crudo para la Empresa Nacional del Petróleo (ENAP).
El accidente se produjo durante una maniobra nocturna de aproximación, supuestamente por un error en las cartas de navegación y fallas humanas en el gobierno de la nave. En los días siguientes, el buque sufrió daños estructurales que incluyeron la inundación de la sala de máquinas. El 11 de agosto, con la pleamar y bajo el efecto de vientos y corrientes, la situación se agravó.

## Impacto ambiental
Se derramaron entre 53.000 y 55.500 toneladas de petróleo, contaminando 150 km de costa chilena y afectando una extensión de aproximadamente 2.560 km² de mar y litoral. Se generó una "marea negra" que cubrió playas, acantilados, marismas y zonas de nidificación.
Las consecuencias ecológicas fueron devastadoras. Especies como pingüinos, gaviotas, cormoranes, moluscos, equinodermos y algas fueron afectadas, y muchas poblaciones locales colapsaron. Algunos ecosistemas costeros tardaron décadas en comenzar su recuperación, con secuelas visibles hasta los años 90. El daño nunca fue cuantificado oficialmente.

## Respuesta institucional y consecuencias
El 29 de agosto, el buque argentino Harvella, de 20.000 toneladas, comenzó a trasvasijar el crudo restante. En cuatro viajes logró recuperar unas 50.000 toneladas. El 25 de septiembre, tres remolcadores lograron desvarar al Metula, que fue trasladado a un sitio seguro. El 14 de octubre zarpó rumbo a Río de Janeiro, donde fue desguazado cinco años después.
Chile, que en ese momento no había suscrito el Convenio Internacional sobre Responsabilidad Civil por Daños Debidos a la Contaminación por Hidrocarburos de 1969, no contaba con un marco legal que permitiera exigir compensaciones. Las acciones legales contra la naviera holandesa Curaçaosche Scheepvaart Maatschappij no prosperaron, y nunca se pagó una indemnización significativa.
A pesar de su gravedad, el evento ha sido escasamente documentado en la historia ambiental de América Latina. Sin embargo, organismos internacionales como la Agencia Milenium incluyeron el incidente entre los 30 peores derrames de petróleo a nivel mundial.